# The Boy Is Mine
The Boy Is Mine is een duet tussen de Amerikaanse r&b-zangeressen Brandy en Monica. Het nummer werd geschreven door Brandy en Rodney Jerkins. Op 19 mei 1998 werd het nummer op single uitgebracht.

## Achtergrond
The boy is mine werd een wereldwijde hit en bereikte in thuisland de Verenigde Staten de nummer 1-positie in de Billboard Hot 100. Ook in Canada en Nieuw-Zeeland werd de nummer 1-positie bereikt. In de Eurochart Hot 100 werd de 2e positie behaald. In Australië, Denemarken, Zweden, Zwitserland de 3e, Ierland de 2e, Duitsland de 5e en in het Verenigd Koninkrijk werd de 2e positie bereikt in de UK Singles Chart.
In Nederland was de single in week 26 van 1998 Alarmschijf op Radio 538 en werd een gigantische hit. De single stond 17 weken genoteerd in de Nederlandse Top 40, waarvan drie weken op de nummer-1-positie. Ook in de publieke hitlijst; de Mega Top 100 op Radio 3FM, werd de nummer 1-positie bereikt.
In België bereikte de single de 4e positie in zowel de Vlaamse Ultratop 50 als de Vlaamse Radio 2 Top 30. In Wallonië werd de 2e positie bereikt.
Het nummer gaat over twee vrouwen die om een man vechten. Het nummer is geïnspireerd door The Girl Is Mine van Paul McCartney en Michael Jackson uit 1982. Ten tijde van het uitbrengen van de single deden er veel geruchten de ronde dat de twee zangeressen daadwerkelijk niet met elkaar op zouden kunnen schieten. Dit wezen ze echter snel van de hand. De geruchten werden gevoed doordat het nummer niet gezamenlijk opgenomen was. Monica kwam naar Brandy in Los Angeles toe om aldaar het nummer met producer Rodney Jerkins op te nemen. De gezamenlijke opnames werden niet goed genoeg bevonden, waarna Monica haar partijen met haar producer Austin Dallas opnieuw opnam in Atlanta, Georgia. De zangeressen namen de bijbehorende videoclip wél gezamenlijk op.
Het nummer is ook gecoverd in de televisieserie Glee door Naya Rivera (Santana Lopez in de serie) en Amber Riley (Mercedes Jones), in de aflevering 'Laryngitis', waarin ze vechten om de liefde van Noah Puckerman (Mark Salling).

## Hitnoteringen

### Nederlandse Top 40
| "The boy is mine" in de Nederlandse Top 40 - binnen: 27-06-1998 | "The boy is mine" in de Nederlandse Top 40 - binnen: 27-06-1998 | "The boy is mine" in de Nederlandse Top 40 - binnen: 27-06-1998 | "The boy is mine" in de Nederlandse Top 40 - binnen: 27-06-1998 | "The boy is mine" in de Nederlandse Top 40 - binnen: 27-06-1998 | "The boy is mine" in de Nederlandse Top 40 - binnen: 27-06-1998 | "The boy is mine" in de Nederlandse Top 40 - binnen: 27-06-1998 | "The boy is mine" in de Nederlandse Top 40 - binnen: 27-06-1998 | "The boy is mine" in de Nederlandse Top 40 - binnen: 27-06-1998 | "The boy is mine" in de Nederlandse Top 40 - binnen: 27-06-1998 | "The boy is mine" in de Nederlandse Top 40 - binnen: 27-06-1998 | "The boy is mine" in de Nederlandse Top 40 - binnen: 27-06-1998 | "The boy is mine" in de Nederlandse Top 40 - binnen: 27-06-1998 | "The boy is mine" in de Nederlandse Top 40 - binnen: 27-06-1998 | "The boy is mine" in de Nederlandse Top 40 - binnen: 27-06-1998 | "The boy is mine" in de Nederlandse Top 40 - binnen: 27-06-1998 | "The boy is mine" in de Nederlandse Top 40 - binnen: 27-06-1998 | "The boy is mine" in de Nederlandse Top 40 - binnen: 27-06-1998 | "The boy is mine" in de Nederlandse Top 40 - binnen: 27-06-1998 |
| Week                                                            | 1                                                               | 2                                                               | 3                                                               | 4                                                               | 5                                                               | 6                                                               | 7                                                               | 8                                                               | 9                                                               | 10                                                              | 11                                                              | 12                                                              | 13                                                              | 14                                                              | 15                                                              | 16                                                              | 17                                                              |                                                                 |
| --------------------------------------------------------------- | --------------------------------------------------------------- | --------------------------------------------------------------- | --------------------------------------------------------------- | --------------------------------------------------------------- | --------------------------------------------------------------- | --------------------------------------------------------------- | --------------------------------------------------------------- | --------------------------------------------------------------- | --------------------------------------------------------------- | --------------------------------------------------------------- | --------------------------------------------------------------- | --------------------------------------------------------------- | --------------------------------------------------------------- | --------------------------------------------------------------- | --------------------------------------------------------------- | --------------------------------------------------------------- | --------------------------------------------------------------- | --------------------------------------------------------------- |
| Nummer                                                          | 13                                                              | 3                                                               | 1                                                               | 1                                                               | 1                                                               | 2                                                               | 3                                                               | 4                                                               | 6                                                               | 9                                                               | 10                                                              | 11                                                              | 16                                                              | 23                                                              | 23                                                              | 33                                                              | 37                                                              | uit                                                             |

### Mega Top 100
| "The boy is mine" in de Mega Top 100 - binnen: 20-06-1998 | "The boy is mine" in de Mega Top 100 - binnen: 20-06-1998 | "The boy is mine" in de Mega Top 100 - binnen: 20-06-1998 | "The boy is mine" in de Mega Top 100 - binnen: 20-06-1998 | "The boy is mine" in de Mega Top 100 - binnen: 20-06-1998 | "The boy is mine" in de Mega Top 100 - binnen: 20-06-1998 | "The boy is mine" in de Mega Top 100 - binnen: 20-06-1998 | "The boy is mine" in de Mega Top 100 - binnen: 20-06-1998 | "The boy is mine" in de Mega Top 100 - binnen: 20-06-1998 | "The boy is mine" in de Mega Top 100 - binnen: 20-06-1998 | "The boy is mine" in de Mega Top 100 - binnen: 20-06-1998 | "The boy is mine" in de Mega Top 100 - binnen: 20-06-1998 | "The boy is mine" in de Mega Top 100 - binnen: 20-06-1998 | "The boy is mine" in de Mega Top 100 - binnen: 20-06-1998 | "The boy is mine" in de Mega Top 100 - binnen: 20-06-1998 | "The boy is mine" in de Mega Top 100 - binnen: 20-06-1998 | "The boy is mine" in de Mega Top 100 - binnen: 20-06-1998 | "The boy is mine" in de Mega Top 100 - binnen: 20-06-1998 | "The boy is mine" in de Mega Top 100 - binnen: 20-06-1998 | "The boy is mine" in de Mega Top 100 - binnen: 20-06-1998 | "The boy is mine" in de Mega Top 100 - binnen: 20-06-1998 | "The boy is mine" in de Mega Top 100 - binnen: 20-06-1998 | "The boy is mine" in de Mega Top 100 - binnen: 20-06-1998 | "The boy is mine" in de Mega Top 100 - binnen: 20-06-1998 | "The boy is mine" in de Mega Top 100 - binnen: 20-06-1998 | "The boy is mine" in de Mega Top 100 - binnen: 20-06-1998 | "The boy is mine" in de Mega Top 100 - binnen: 20-06-1998 |
| Week                                                      | 1                                                         | 2                                                         | 3                                                         | 4                                                         | 5                                                         | 6                                                         | 7                                                         | 8                                                         | 9                                                         | 10                                                        | 11                                                        | 12                                                        | 13                                                        | 14                                                        | 15                                                        | 16                                                        | 17                                                        | 18                                                        | 19                                                        | 20                                                        | 21                                                        | 22                                                        | 23                                                        | 24                                                        | 25                                                        |                                                           |
| --------------------------------------------------------- | --------------------------------------------------------- | --------------------------------------------------------- | --------------------------------------------------------- | --------------------------------------------------------- | --------------------------------------------------------- | --------------------------------------------------------- | --------------------------------------------------------- | --------------------------------------------------------- | --------------------------------------------------------- | --------------------------------------------------------- | --------------------------------------------------------- | --------------------------------------------------------- | --------------------------------------------------------- | --------------------------------------------------------- | --------------------------------------------------------- | --------------------------------------------------------- | --------------------------------------------------------- | --------------------------------------------------------- | --------------------------------------------------------- | --------------------------------------------------------- | --------------------------------------------------------- | --------------------------------------------------------- | --------------------------------------------------------- | --------------------------------------------------------- | --------------------------------------------------------- | --------------------------------------------------------- |
| Nummer                                                    | 43                                                        | 7                                                         | 2                                                         | 1                                                         | 1                                                         | 2                                                         | 3                                                         | 3                                                         | 4                                                         | 6                                                         | 9                                                         | 10                                                        | 13                                                        | 17                                                        | 21                                                        | 22                                                        | 27                                                        | 32                                                        | 40                                                        | 43                                                        | 50                                                        | 58                                                        | 64                                                        | 69                                                        | 75                                                        | uit                                                       |

### Vlaamse Ultratop 50
| "The boy is mine" in de Vlaamse Ultratop 50 - binnen: 18-07-1998 | "The boy is mine" in de Vlaamse Ultratop 50 - binnen: 18-07-1998 | "The boy is mine" in de Vlaamse Ultratop 50 - binnen: 18-07-1998 | "The boy is mine" in de Vlaamse Ultratop 50 - binnen: 18-07-1998 | "The boy is mine" in de Vlaamse Ultratop 50 - binnen: 18-07-1998 | "The boy is mine" in de Vlaamse Ultratop 50 - binnen: 18-07-1998 | "The boy is mine" in de Vlaamse Ultratop 50 - binnen: 18-07-1998 | "The boy is mine" in de Vlaamse Ultratop 50 - binnen: 18-07-1998 | "The boy is mine" in de Vlaamse Ultratop 50 - binnen: 18-07-1998 | "The boy is mine" in de Vlaamse Ultratop 50 - binnen: 18-07-1998 | "The boy is mine" in de Vlaamse Ultratop 50 - binnen: 18-07-1998 | "The boy is mine" in de Vlaamse Ultratop 50 - binnen: 18-07-1998 | "The boy is mine" in de Vlaamse Ultratop 50 - binnen: 18-07-1998 | "The boy is mine" in de Vlaamse Ultratop 50 - binnen: 18-07-1998 | "The boy is mine" in de Vlaamse Ultratop 50 - binnen: 18-07-1998 | "The boy is mine" in de Vlaamse Ultratop 50 - binnen: 18-07-1998 | "The boy is mine" in de Vlaamse Ultratop 50 - binnen: 18-07-1998 | "The boy is mine" in de Vlaamse Ultratop 50 - binnen: 18-07-1998 | "The boy is mine" in de Vlaamse Ultratop 50 - binnen: 18-07-1998 |
| Week                                                             | 1                                                                | 2                                                                | 3                                                                | 4                                                                | 5                                                                | 6                                                                | 7                                                                | 8                                                                | 9                                                                | 10                                                               | 11                                                               | 12                                                               | 13                                                               | 14                                                               | 15                                                               | 16                                                               | 17                                                               |                                                                  |
| ---------------------------------------------------------------- | ---------------------------------------------------------------- | ---------------------------------------------------------------- | ---------------------------------------------------------------- | ---------------------------------------------------------------- | ---------------------------------------------------------------- | ---------------------------------------------------------------- | ---------------------------------------------------------------- | ---------------------------------------------------------------- | ---------------------------------------------------------------- | ---------------------------------------------------------------- | ---------------------------------------------------------------- | ---------------------------------------------------------------- | ---------------------------------------------------------------- | ---------------------------------------------------------------- | ---------------------------------------------------------------- | ---------------------------------------------------------------- | ---------------------------------------------------------------- | ---------------------------------------------------------------- |
| Nummer                                                           | 35                                                               | 29                                                               | 15                                                               | 9                                                                | 6                                                                | 5                                                                | 4                                                                | 5                                                                | 5                                                                | 6                                                                | 7                                                                | 9                                                                | 14                                                               | 23                                                               | 28                                                               | 40                                                               | 49                                                               | uit                                                              |